# Dusona petiolator
Dusona petiolator är en stekelart som först beskrevs av Fabricius 1804.  Dusona petiolator ingår i släktet Dusona och familjen brokparasitsteklar. Arten är reproducerande i Sverige. Utöver nominatformen finns också underarten D. p. kukakensis.